# Hvammur í Dölum

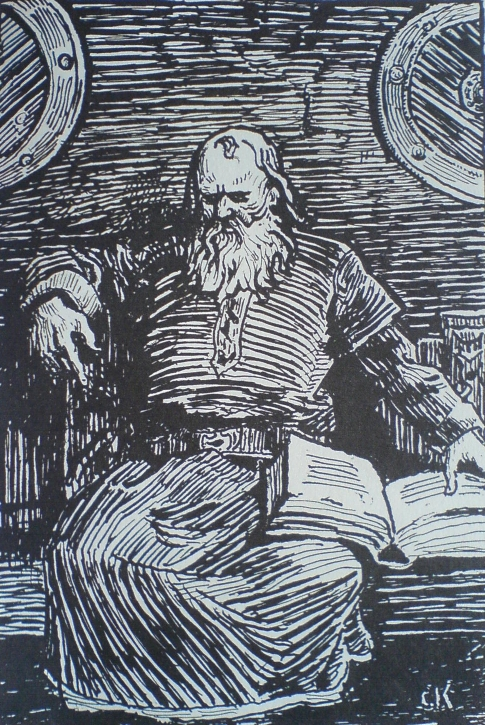
Snorri Sturluson

Bei Hvammur í Dölum handelt es sich um einen historisch bedeutenden Ort in der Gemeinde Dalabyggð im Westen von Island.
Hvammur ist ein großer Hof und Pfarrhof und befindet sich im Süden der Halbinsel Klofningsnes, die ihrerseits im Osten des Fjords Breiðafjörður liegt.

## Geschichte
Der Hof wurde gemäß dem Landnahmebuch von einer der wenigen Clananführerinnen der wikingischen Siedler im 9. Jahrhundert gegründet, nämlich von Auður djúpuðga (deutsch Auður der Tiefsinnigen). Ihre Nachkommen bewohnten den Hof noch jahrhundertelang.
Im 12. Jahrhundert wohnte hier Hvamm-Sturla, der seinerseits das Geschlecht der Sturlunger begründen sollte, dessen berühmtester Spross Snorri Sturluson zeitweilig der mächtigste Herr im Lande und zudem ein herausragender Dichter war. Im kleinen Kirchhof befindet sich ein Erinnerungskreuz, das die Bewohner von Borgarnes zum 800sten Geburtstag des Dichters errichten ließen, der in Hvammur geboren ist.
Im 17. Jahrhundert wuchs hier Árni Magnússon auf, der sich besonders der Literatur seiner Vorfahren widmen und zur Bewahrung mittelalterlicher Schriften die Arnamagnäanische Sammlung begründen sollte.

## Kirche

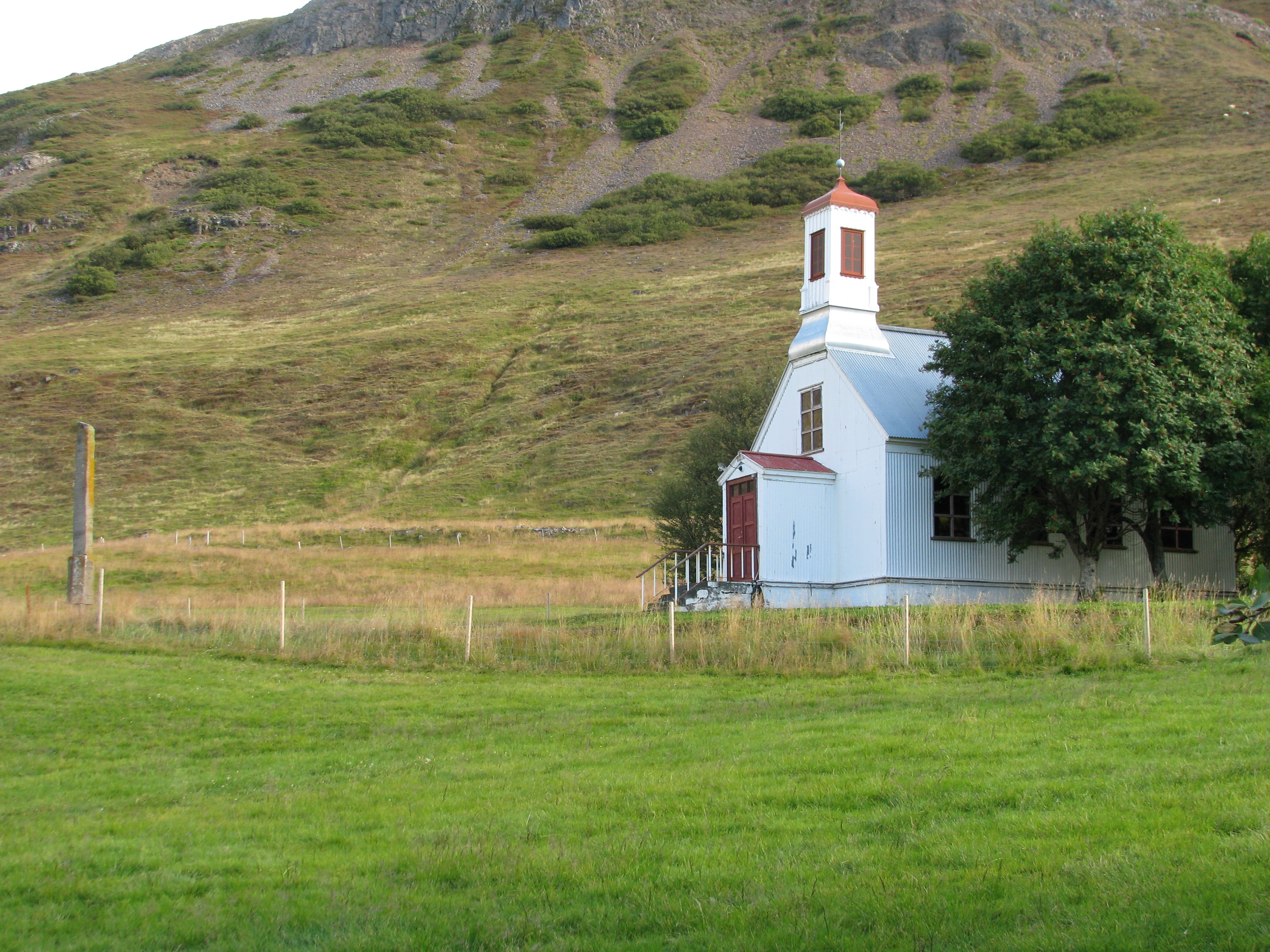
Hvammskirkja í Hvammsveit

Die Kirche des Hofes, Hvammskirkja í Hvammsveit, wurde zu Ostern 1884 geweiht. Bereits lange vor der Reformation stand hier eine Kirche, die der hl. Maria und mehreren anderen Heiligen geweiht war. In den 1980er Jahren wurde die Kirche renoviert. Sie weist eine Länge von 10,26 m und eine Breite von 6,47 m auf, während der Vorbau 1,01 m und 1,99 m breit ist.